# La Castagne 3 : Y a-t-il un joueur pour sauver la junior league ?
Cet article possède un paronyme, voir La Castagne.
Série
La Castagne 2 : Les Briseurs de glace
(2002)
Pour plus de détails, voir Fiche technique et Distribution.
La Castagne 3 : Y a-t-il un joueur pour sauver la junior league ? (Lancer-frappé 3 : La Ligue junior ou Lancé-Frappé 3 : La Ligue junior au Québec) ; Slap Shot 3: Junior League) est une comédie américaine de Richard Martin, sortie directement en vidéo en 2008 et est le troisième film de la série La Castagne. 

## Fiche technique
- Titre original : Slap Shot 3: Junior League
- Titre français : La Castagne 3 : Y a-t-il un joueur pour sauver la junior league ?
- Titre québécois : Lancé-Frappé 3: La Ligue junior
- Réalisation : Richard Martin
- Scénario : Brad Riddell et Nancy Dowd
- Production :
- Langue : Anglais
- Genre :  Comédie, sport
- Durée : 90 minutes
- Date de sortie : 
  - États-Unis : 10 novembre 2008 (cinéma, Los Angeles)
  - France : 1er avril 2009

## Distribution
- Peter Benson (VQ : Benoit Éthier ; VF : Laurent Mantel) : Mark
- Lynda Boyd (VQ : Patricia Tulasne) : Bernie Frazier
- Sara Canning (VQ : Bianca Gervais) : Hope
- Steve Carlson (VQ : Jean-Luc Montminy) : Steve Hanson
- Jeff Carlson (VQ : Daniel Picard) : Jeff Hanson
- Hunter Elliott (VQ : Nicholas Savard L'Herbier) : L'Herbier Henri Miller
- David Hanson (VQ : Patrick Chouinard) : Jack Hanson
- Greyston Holt (VQ : Martin Watier) : Riley
- Adrian Hough (VQ : Marc-André Bélanger) : M. Baker
- Tyler Johnston (VQ : Nicolas Bacon) : Alex Gorall
- Eric Keenleyside (VQ : Guy Nadon) : Dicky Dunn Jr.
- Brett Kelly (VQ : Olivier Visentin) : Dicky Dunn III
- Emma Lahana (VQ : Catherine Bonneau) : Shayne Baker
- Ryan McDonell (VQ : Hugolin Chevrette) : Kaine Fraizer
- Leslie Nielsen (VQ : Aubert Pallascio) : Maire de Charlestown

## Autour du film
- Tout comme le premier film de la série, celui-ci a bénéficié d'un doublage en joual[2].